# Первомайське (Феодосійський район)
Первома́йське (до 1948 року — Караґо́з, крим. Qaragöz) — село Феодосійського району Автономної Республіки Крим. Розташоване на півдні району.

## Географія
Село Первомайське знаходиться в південній частині району, на трасі Р23 Сімферополь — Керч, за 18 км від міста Феодосія, на річці Чурюк-Су. До районного центру Кіровське 23 км. На території Первомайського знаходиться 4 ставка. У центрі села стоїть православний храм Іоанна Предтечі. Неподалік, трохи східніше, знаходиться аеродром Карагоз.

## Населення

### Мова
Розподіл населення за рідною мовою за даними перепису 2001 року:
| Мова              | Кількість | Відсоток |
| ----------------- | --------- | -------- |
| російська         | 2337      | 66.58 %  |
| кримськотатарська | 898       | 25.58 %  |
| українська        | 259       | 7.38 %   |
| білоруська        | 4         | 0.16 %   |
| румунська         | 1         | 0.03 %   |
| інші/не вказали   | 11        | 0.27 %   |
| Усього            | 3510      | 100 %    |

## Історія села
Перше поселення в околицях села датується VIII—IX століттями і розташовувалося за 1,2 км на північний схід від північно-східної околиці села, на правому березі річки Чурюк-Су.
За результатами ж розкопок на північно-східній околиці села знайдене поселення XIII—XVIII століть — мабуть, це і був Карагоз. Серед жителів західноєвропейського походження на той час мало назву Кастадзона (італ. Castadzona).
22 червня 1434 року біля Карагеза відбулася битва між військами першого Кримського хана Хаджі Ґерая та загонами генуезьких найманців, що закінчилася розгромом останніх.
Перша документальна згадка якого зустрічається в Камеральному Описі Криму … 1784 року, судячи з якого, в останній період Кримського ханства Карагос входив до Колечського кадилику Кефінського каймакамства.
Указом Президії Верховної Ради РРФСР від 18 травня 1948 року, Карагоз (варіант Гарагоз) перейменували в Гончарівку.
Село Первомайське було засноване поруч з Гончарівкою, в 1953 році переселенцями з різних областей України. У період з 1968 по 1977 роки Первомайське і Гончарівку офіційно об'єднали.
У 2023 році у проєкті Постанови Верховної Ради України «Про перейменування деяких населених пунктів Автономної Республіки Крим» село запропоновано перейменувати на Карагоз.

## Підприємства
- ВАТ «Старокримський»
- ПСП «Старокримський»
- ФГ «Аман»
- Найбільший в районі ринок сільгосппродукції
- Найбільший в районі магазин «Будматеріали на стометрівці»
- ФОП Тузлук Н. В. (пекарня)

## Соціальна сфера
У Первомайському працює середня школа, дитячий садок «Ягідка», сільський будинок культури, бібліотека та амбулаторія.
Населення обслуговують більше десятка магазинів і 3 кафе. У селі функціонує поштове відділення, ощадна каса «Ощадбанку», лазня і 2 перукарні.
В селі знаходиться мечеть Карагоз-Джамі.
1. ↑  Рідні мови в об'єднаних територіальних громадах України — Український центр суспільних даних
2. ↑  Поселение Карагоз 1, VIII – IX в, (рис. www.archmap.ru. Процитовано 23 жовтня 2024.
3. ↑  Facebook. www.facebook.com. Процитовано 23 жовтня 2024.
4. ↑  Повідомлення про оприлюднення проєкту Постанови Верховної Ради України «Про перейменування деяких населених пунктів Автономної Республіки Крим».